# Ievhen Konopleanka
Ievhen Olehovîci Konopleanka (ucraineană Євген Олегович Коноплянка; n. 29 septembrie 1989, Kirovohrad, RSS Ucraineană, URSS) este un fotbalist ucrainean liber de contract, care joacă pe post de mijlocaș ofensiv. Pe plan internațional, are prezențe la națională pentru Ucraina U17⁠(d), Ucraina U19⁠(d), Ucraina U21⁠(d) și Ucraina.
Și-a început cariera în fotbalul profesionist la Dnipro, unde a debutat în 2007 și a jucat 211 meciuri în toate competițiile, marcând 45 de goluri. Și-a ajutat echipa să ajungă în Finala UEFA Europa League 2015, transferându-se din postura de jucător liber de contract la echipa care a câștigat finala, Sevilla, echipă cu care a câștigat competiția un an mai târziu.
Component al naționalei din 2010, Konopleanka a strâns peste 50 de selecții pentru Ucraina, marcând de 11 ori. El a jucat pentru Ucraina la Euro 2012. A ieșit de trei ori Fotbalistul Ucrainean al Anului.

## Cariera la club
La vârsta de șapte ani, Konopleanka lua cursuri de karate, simultan cu cele de fotbal, reușind să obțină centura neagră. El este un produs al echipei de tineret de la FC Olimpik Kirovohrad, și al antrenorului Iuri Kevlych. El a participat în Competiția Națională de Tineret a Ucrainei, reprezentând DYuSSh-2 Kirovohrad.

### Dnipro Dnipropetrovsk
Konopleanka a semnat un contract de tineret cu Dnipro Dnipropetrovsk la vârsta de 16 ani. În iarna anului 2006, el a fost promovat la echipa a doua a lui Dnipro cu un salariu de 300 de dolari.

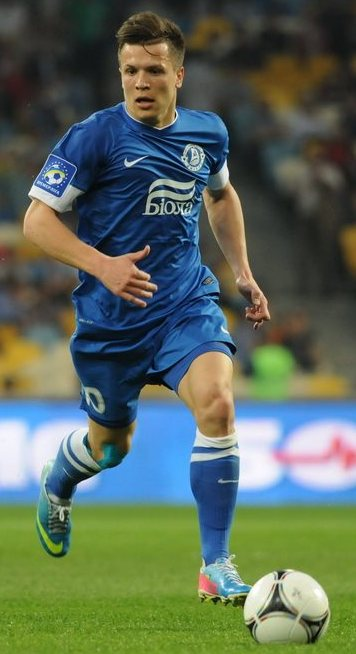
Konopleanka la Dnipro, în 2013.

Debutul lui Konoplaynka la echipa de seniori de debut a venit într-un meci din Premier Liga disputat pe 26 august 2007, într-un meci acasă împotriva Zakarpattia Uzhhorod care s-a încheiat cu scorul de 0-0. Konopleanka a intrat în minutul 83, în locul lui Jaba Kankava.
Primul său gol în Premier Liga a venit la 28 februarie 2010, într-un joc acasă împotriva celor de la Zorya Luhansk, care s-a încheiat cu scorul de 2-2. În a doua jumătate a sezonului 2009-2010, Konoplianka a început ca titular și a jucat toate cele 90 de minute în toate celelalte jocuri.
În martie 2011, antrenorul interimar al lui Dinamo Kiev, Oleh Luzhny, și-a exprimat intenția de a-l transfera Konopleanka, anunțând că Dynamo va face o oferta pentru Dnipro în valoare de 14 milioane de euro. Ca răspuns, antrenorul lui Dnipro Juande Ramos i-a stabilit un preț cuprins între 50 și 60 de milioane de euro, declarând că „pentru a construi o echipa mare, trebuie să ai jucători mari.”
În ianuarie 2014, echipa engleză Liverpool dorea să achite valoarea clauzei de reziliere de 16 milioane de £, însă președintele lui Dnipro, Ihor Kolomoyskyi, a refuzat să facă transferul.
Konopleanka a fost un jucător important pentru Dnipro în sezonul 2014-15, în care a obținut locul 3 în campionat și un loc în Europa League. El a fost inclus în Echipa sezonului în Europa League.

### Sevilla

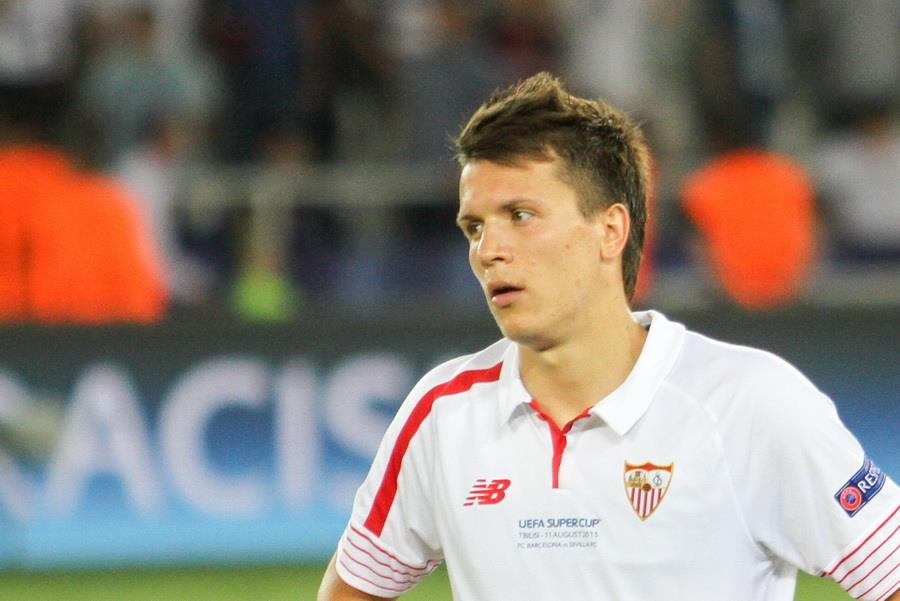
Konopleanka a marcat la debutul său pentru Sevilla în SuperCupa Europei împotriva Barcelonei

Pe 2 iulie 2015, deținătoarea Europa League, Sevilla FC, a anunțat că Konopleanka a trecut vizita medicală. O săptămână mai târziu, clubul spaniol a confirmat că acesta a venit liber de contract, și a semnat un contract pe patru ani, cu o clauză de reziliere de 40 de milioane de euro.
Pe 11 august a debutat într-un meci oficial pentru Sevilla în Supercupa Europei 2015 împotriva lui FC Barcelona, intrând în minutul 68 în locul căpitanului Jose Antonio Reyes. El a marcat golul egalizator în minutul 81, ducând scorul la 4-4, dar Sevilla a pierdut meciul în prelungiri, scor 5-4. Zece zile mai târziu a debutat în La Liga cu o remiză albă la Málaga CF, înlocuindu-l tot pe Reyes, de această dată în minutul 65, iar la 16 septembrie a marcat la debutul său în Liga Campionilor UEFA, la prima atingere de balon, în meciul câștigat cu 3-0 în fața celor de la Borussia Mönchengladbach disputat pe Estadio Ramón Sánchez Pizjuán. Zece zile mai târziu, a intrat pe parcursul meciului Rayo Vallecano în care a marcat primul său gol în campionat pentru andaluzieni, câștigând meciul cu 3-2, marcând în finalul jocului dintr-o lovitură liberă.
Konopleanka nu a fost folosit în Finala UEFA Europa League 2016, acolo unde Sevilla a învins-o pe Liverpool cu 3-1 în Basel câștigând cel de-al cincilea trofeu. El a jucat șapte meciuri în Copa del Rey, în care a marcat un gol cu Celta de Vigo în semifinale (6-2 la general), și, de asemenea, a intrat de pe bancă în finala pierdută cu 2-0 în fața Barcelonei, după prelungiri.

### Schalke
Pe 30 august 2016, Konopleanka a fost împrumutat la Schalke 04, cu opțiune de cumpărare obligatorie la finalul sezonului.

## Cariera internațională
În aprilie 2010, Konopleanka a fost chemat pentru prima dată la echipa națională de seniori de antrenorul Myron Markevych. A debtat pe 25 mai, în amicalul câștigat în fața Lituaniei la Harkiv, scor 4-0 Patru zile mai târziu, pe Arena Lviv, el a marcat golul egalizator în victoria obținută în fața României, scor 3-2.

Konopleanka a marcat de două ori în 11 meciuri, în urma cărora Ucraina s-a calificat la UEFA Euro 2016. El a fost căpitanul echipei pentru prima dată în meciul cu Slovenia, câștigat cu 3-1 în noiembrie 2015.

### Meciuri internaționale
| Ucraina | Ucraina | Ucraina |
| An      | Meciuri | Goluri  |
| ------- | ------- | ------- |
| 2010    | 6       | 2       |
| 2011    | 9       | 2       |
| 2012    | 10      | 2       |
| 2013    | 10      | 2       |
| 2014    | 6       | 0       |
| 2015    | 10      | 3       |
| 2016    | 1       | 1       |
| Total   | 52      | 12      |

## Legături externe
- Profil la Transfermarkt